# M104 (galaxie)
Pour les articles homonymes, voir M104.
M104 (NGC 4594, aussi surnommée la galaxie du Sombrero) est une galaxie spirale vue par la tranche située dans la constellation de la Vierge. Sa vitesse par rapport au fond diffus cosmologique est de 1 368 ± 25 km/s, ce qui correspond à une distance de Hubble de 20,17 ± 1,46 Mpc (∼65,8 millions d'al).
M104 a été utilisée par Gérard de Vaucouleurs comme une galaxie de type morphologique SAa sp dans son atlas des galaxies,.
La classe de luminosité de M104 est I et elle présente une large raie HI. C'est aussi une galaxie LINER, c'est-à-dire une galaxie dont le noyau présente un spectre d'émission caractérisé par de larges raies d'atomes faiblement ionisés. De plus, c'est une galaxie active de type Seyfert 2 (1.9).
En raison d'une brillance de surface égale à 11,89  mag/am2, on peut qualifier M104 de galaxie présentant une brillance de surface élevée.

## Histoire
Certaines sources indiquent que Charles Messier a découvert M104. En fait, elle ne figurait pas dans la première édition de son catalogue et il l'ajouta manuellement à celui-ci dans sa copie personnelle le 11 mai 1781.
C'est Pierre Méchain, un collègue de Charles Messier, qui a découvert M104 et il en a informé Jean Bernouilli dans une lettre datant du 6 mai 1783. Camille Flammarion remarqua la similitude de la position indiquée par Méchain et l'objet (HI.43, la galaxie du Sombrero) observé par John Herschel le 9 mars 1828 et il l'ajouta à la liste de Messier en 1921.
En 1912, Vesto Slipher de l'Observatoire Lowell a été le premier à observer le décalage des raies spectrales des galaxies. M104 a été la première galaxie pour laquelle il a obtenu un fort décalage vers le rouge. Le décalage obtenu correspondait à une vitesse d'environ 1 000 km/s. On considérait auparavant M104 comme une nébuleuse de notre galaxie, mais cette vitesse était beaucoup trop grande pour que ce soit le cas. Slipher a aussi détecté le mouvement de rotation de la M104. Slipher a ainsi découvert les premières évidences de l'existence de systèmes d'étoiles autres que ceux de notre galaxie.

## Observation

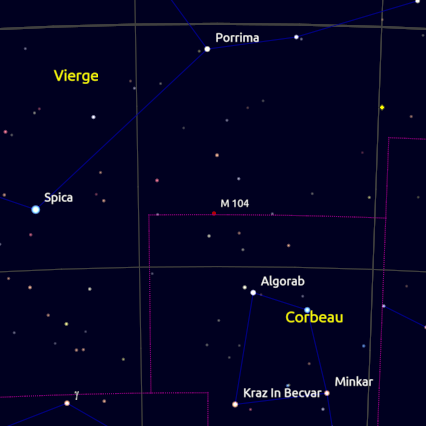
Localisation de la galaxie M104 dans le ciel terrestre.

L'observation de M104 est assez difficile d’autant qu’elle s’éloigne rarement de l’horizon aux latitudes moyennes de l'hémisphère nord. Pour la repérer, partez de l’étoile Algorab : au nord de cette étoile, vous trouverez un Y à l’envers ; M104 est à 1° NE de l’étoile qui constitue la base du Y. M104 est visible dans une lunette astronomique mais ne présente alors pas grand intérêt. En revanche, un télescope de 200 mm permet de déceler la barre sombre de poussières en contraste devant le noyau brillant.

## Distance
Le site NASA/IPAC rapporte 31 mesures non basées sur le décalage vers le rouge (redshift). Le résultat de ces mesures donne une distance de 11,219 ± 3,592 Mpc (∼36,6 millions d'al). La distance de Hubble pour M104 est de 20,17 ± 1,46 Mpc (∼65,8 millions d'al).
Des études plus récentes basées sur l'observation des étoiles géantes rouges de la galaxie ont produit des résultats beaucoup plus précis que ceux obtenus auparavant. Les auteurs d'un article publié en 2016 rapportent une distance de 9,55 ± 0,13 Mpc.
Cette galaxie, comme plusieurs de l'amas de la Vierge, est relativement rapprochée du Groupe local et on obtient souvent une distance de Hubble très différente en raison de leur mouvement propre dans le groupe où dans l'amas où elles sont situées. La distance de 9,55 Mpc est sans doute plus près de la réalité. Puisque cette valeur est de loin inférieure à la distance de Hubble, NGC 4594 se dirige vers le centre de l'amas en direction opposée à la Voie lactée. Notons que c'est avec la valeur moyenne des mesures indépendantes, lorsqu'elles existent, que la base de données NASA/IPAC calcule le diamètre d'une galaxie, donc ici avec 11,219 Mpc.

## Morphologie

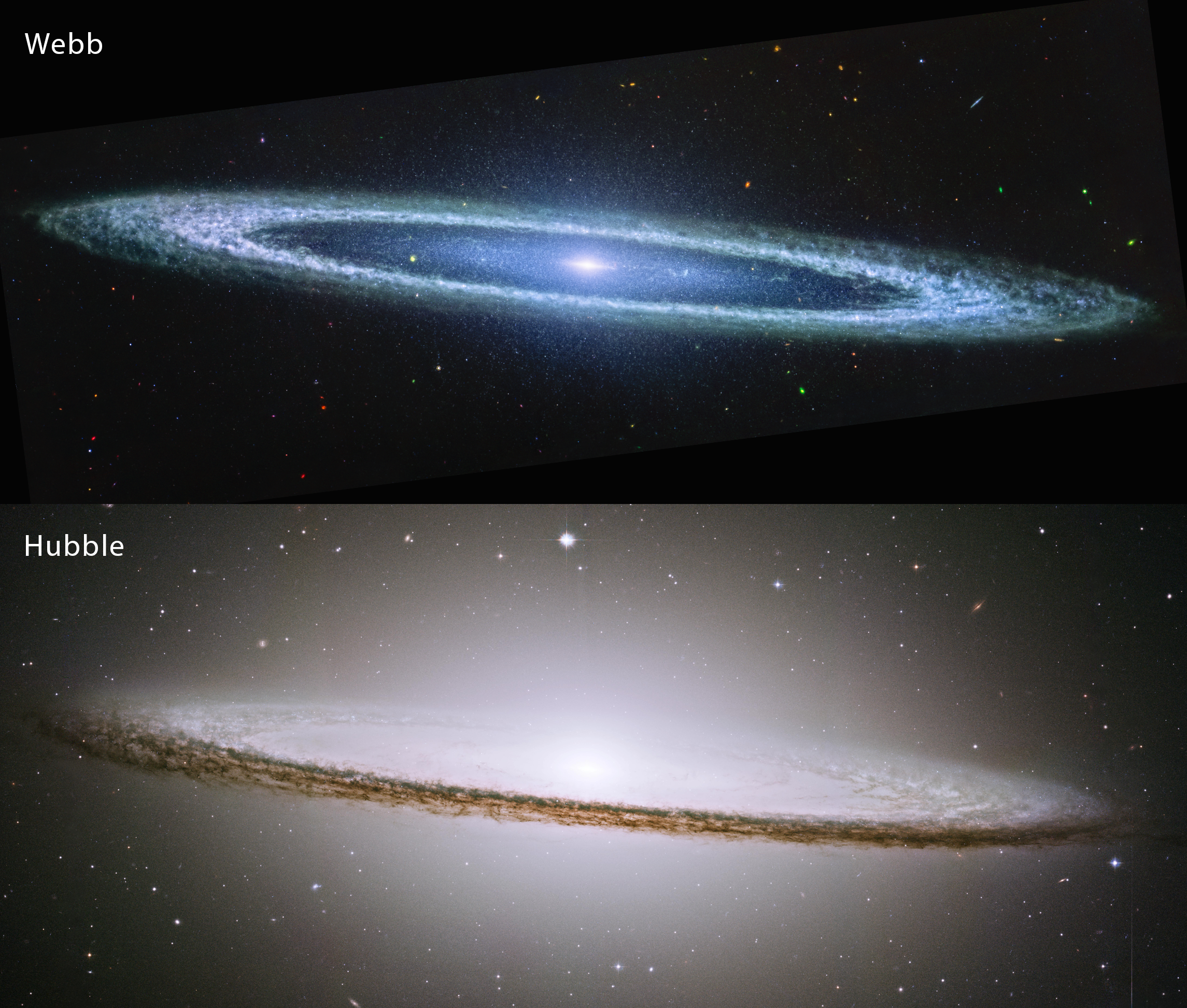
M104 imagée par les télescopes spatiaux Hubble (lumière visible) et James Webb (infrarouge moyen). Comme on peut le constater, aux infrarouges, la structure annulaire de la galaxie se révèle davantage.

### Anneau de poussière
La caractéristique la plus remarquable de M104, qui lui vaut son nom populaire de galaxie du Sombrero, est la ligne de poussière en face de son bulbe. Cette bande de poussière est en fait un disque symétrique qui entoure le bulbe de la galaxie. La plus grande partie de l'hydrogène neutre et de la poussière sont dans ce disque. Le disque pourrait aussi contenir la majeure partie du gaz moléculaire de la galaxie, mais cette déduction est basée des observations en ondes radio à faible résolution et à des détections de faible intensité,. Davantage d'observations seraient nécessaires pour confirmer que le gaz moléculaire est enfermé dans l'anneau de M104. La spectroscopie infrarouge révèle que l'anneau de poussière est le principal site de formation d'étoiles de la galaxie.

## Noyau

### LINER
Comme mentionné dans l'introduction, M104 est une galaxie LINER,. Cela signifie que les atomes sont faiblement ionisés ou, en d'autres termes, qu'ils ont perdu relativement peu d'électrons. La source d'énergie des galaxies LINER est l'objet de débats. L'énergie de certaines galaxies LINER pourraient provenir des gaz chauds que l'on trouve dans des régions de formation d'étoiles alors que pour d'autres elle proviendrait d'un noyau actif où se trouve un trou noir supermassif. Des observations en infrarouge ont montré que la formation d'étoiles est probablement absente dans le noyau de M104. Cependant, il y a un trou noir supermassif dans le noyau de la galaxie qui est probablement la source de l'activité LINER. 

### Trou noir supermassif
La présence d'un trou noir supermassif a été signalé au milieu des années 1990 par un groupe d'astronomes travaillant avec le télescope spatial Hubble. D'après la vitesse des étoiles observées, ils ont déduit que la masse du trou noir de M104 était de l'ordre d'un milliard de masses solaires.
Selon étude publiée en 2006 basée sur les mesures de luminosité de la bande K de l'infrarouge proche du bulbe de M104 (NGC 4594 dans l'article), on obtient une valeur de 108,9 {\displaystyle M_{\odot }} (794 millions de masses solaires) pour le trou noir supermassif qui s'y trouve.
Selon une troisième étude publiée en 2009 basée sur la vitesse interne de la galaxie mesurée par le télescope spatial Hubble, la masse du trou noir supermassif au centre de M104 serait comprise entre 240 millions et 860 millions de {\displaystyle M_{\odot }}.
Selon les auteurs d'un article publié en 2012, la connaissance de la masse d'un trou noir central et du taux d'accrétion par celui-ci permet d'estimer le taux de formation d'étoiles dans la région centrale des galaxies de type Seyfert. Ce taux pour M 104 serait à l'intérieur et à l'extérieur d'un rayon de 1 kpc respectivement de 0,034 {\displaystyle M_{\odot }}/an  et de 0,66 {\displaystyle M_{\odot }}/an.

### Rayonnement synchrotron et térahertz
Le noyau de M104 est une forte source de rayonnement synchrotron dans les domaines des rayons X,, et des ondes radio,,,. Le rayonnement synchrotron est émis par des électrons se déplaçant à très grande vitesse en s'enroulant autour des lignes d'un puissant champ magnétique. Ce genre d'émission est assez courant dans les noyaux actifs des galaxies.
En 2006, deux groupes ont publié des mesures du rayonnement térahertz en provenance du noyau de M104 à une longueur d'onde de 850 μm,. La source de ce rayonnement reste non identifiée. Il ne vient pas de l'émission thermique de la poussière qui habituellement émet des ondes dans le domaine des ondes radio. Il ne provient pas non plus du rayonnement continu de freinage (rayonnement bremsstrahlung) des gaz chaud rarement émis à des longueurs d'onde millimétriques ou d'un gaz moléculaire qui produit généralement des raies spectrales dans le domaine des microondes.

## Amas globulaires
M104 a un nombre relativement élevé d'amas globulaires. Selon des études, il y a entre 1200 et 2000 amas dans le halo de la galaxie,,. Le rapport du nombre d'amas globulaires sur la luminosité de M104 est élevé comparé à celui de la Voie lactée, mais il est semblable à celui d'autres galaxies ayant un large bulbe. Ce rapport est souvent cité afin de démontrer que le nombre d'amas globulaires pourrait être relié à la taille du bulbe d'une galaxie.

## Groupe de galaxies?
M104 se trouve dans un complexe filamentaire de galaxies qui s'allonge au sud de l'amas de la Vierge. Cependant, il semble que M104 ne fasse pas partie d'un groupe de galaxies. Il existe deux méthodes d'identification d'un groupe de galaxie. La méthode hiérarchique considère les galaxies une à une pour déterminer si elles font partie d'un plus grand agrégat de galaxies. Cette méthode produit généralement des résultats montrant que M104 fait partie d'un groupe qui comprend NGC 4487, NGC 4504, NGC 4802 et UGCA 289 et possiblement quelques autres galaxies,,.
Note : NGC 4487, NGC 4504 et UGCA 289 font partie d'une groupe de galaxies émettant des rayons X, le groupe de NGC 4487.
La deuxième méthode est basée sur la théorie de la percolation. Elle considère les galaxies par paire pour déterminer l'appartenance à un groupe. Cette méthode indique que M104 n'est pas dans un groupe ou qu'elle forme une paire avec UGCA 287.
M104 est cependant accompagné d'une galaxie naine ultracompacte (en) découverte en 2009. La magnitude absolue de cette galaxie est égale à -12,3 et son rayon effectif est de seulement 47,9 années-lumière. Sa masse est égale 3,3 x 107 {\displaystyle M_{\odot }}.

## Galerie

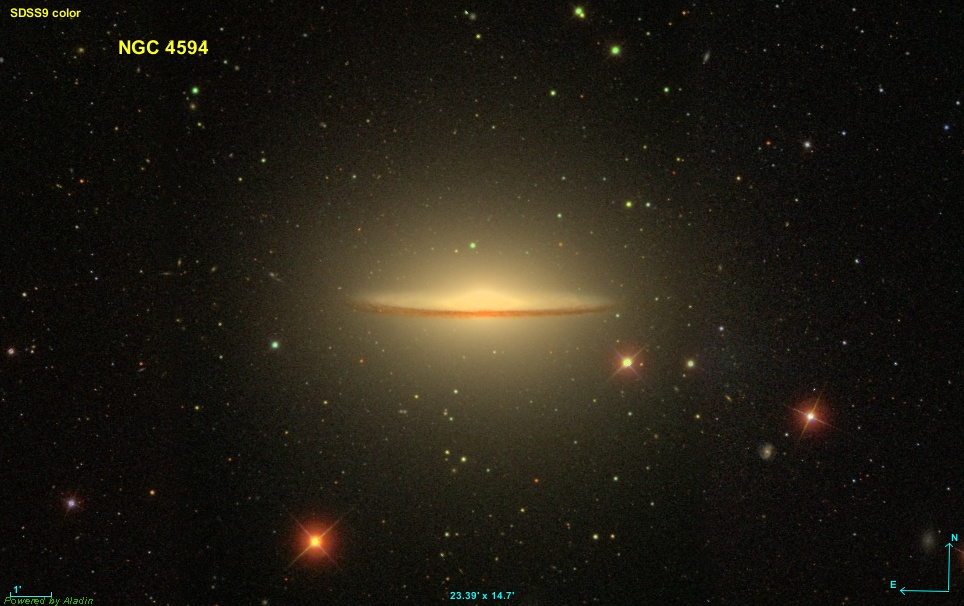
La galaxie du Sombrero par le relevé astronomique SDSS.
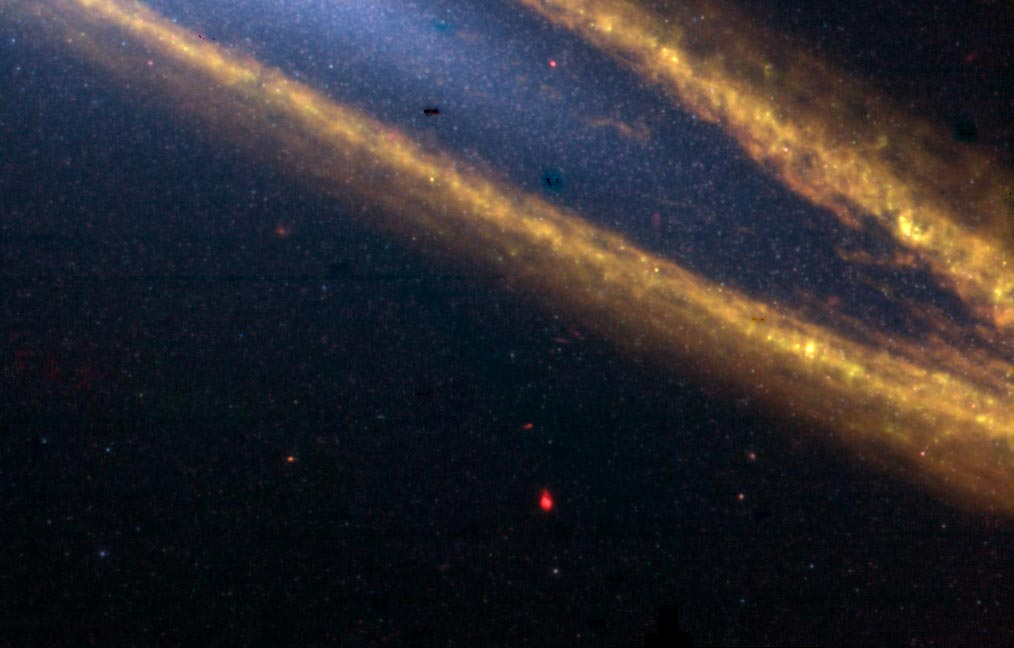
Détail de M104 par l'instrument MIRI (infrarouge moyen) du télescope spatial James Webb.
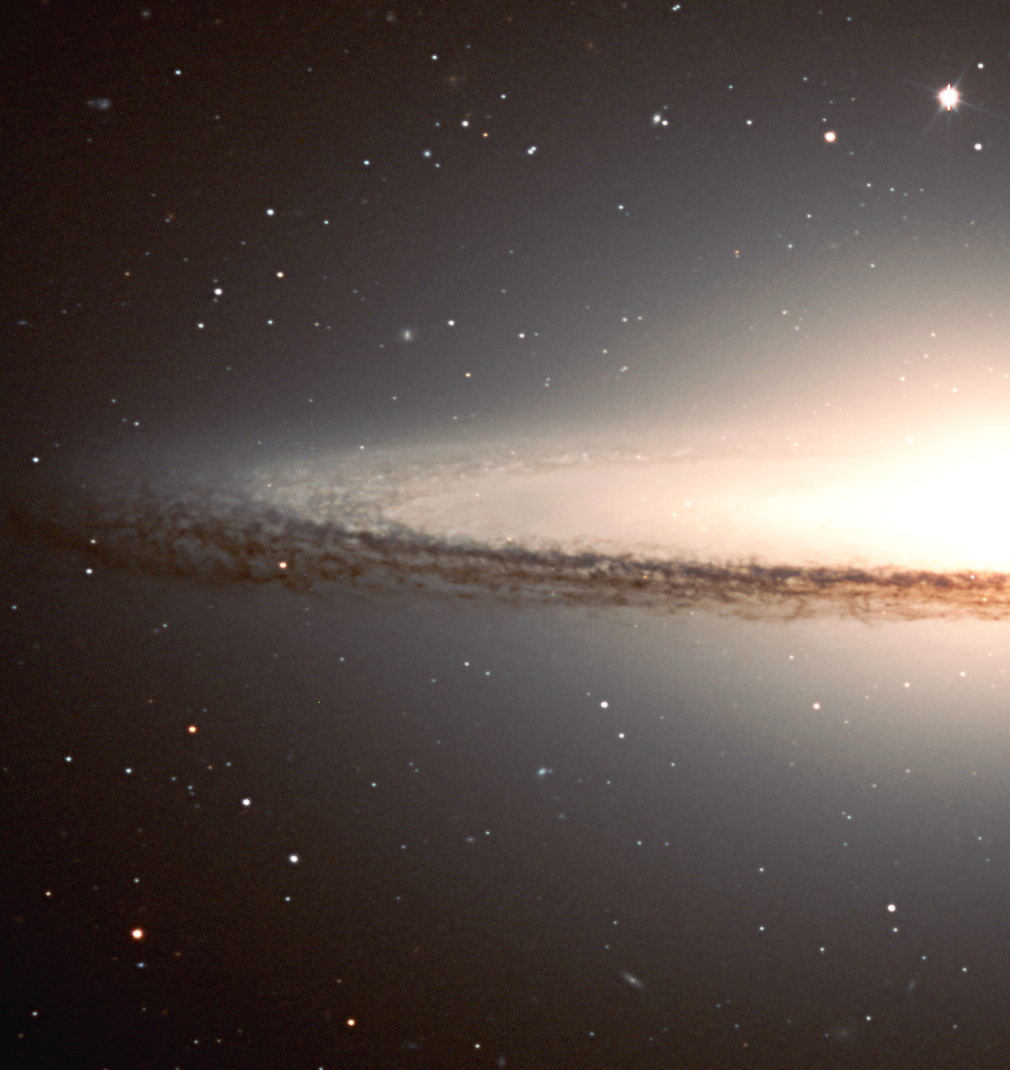
Détail de M104 imagé par le Très Grand Télescope (VLT) de l'ESO.
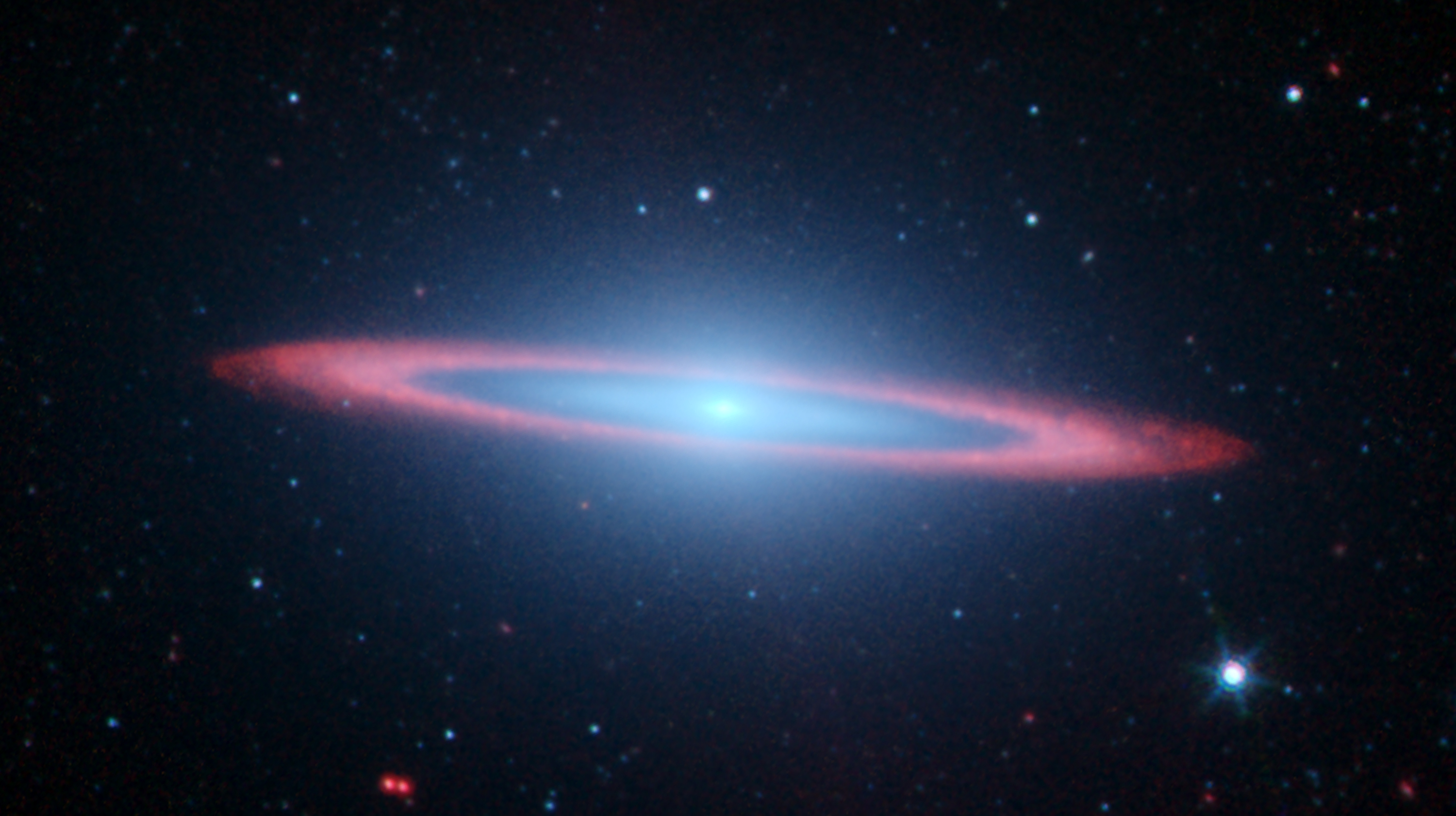
M104 vue en infrarouge par le télescope spatial Spitzer.
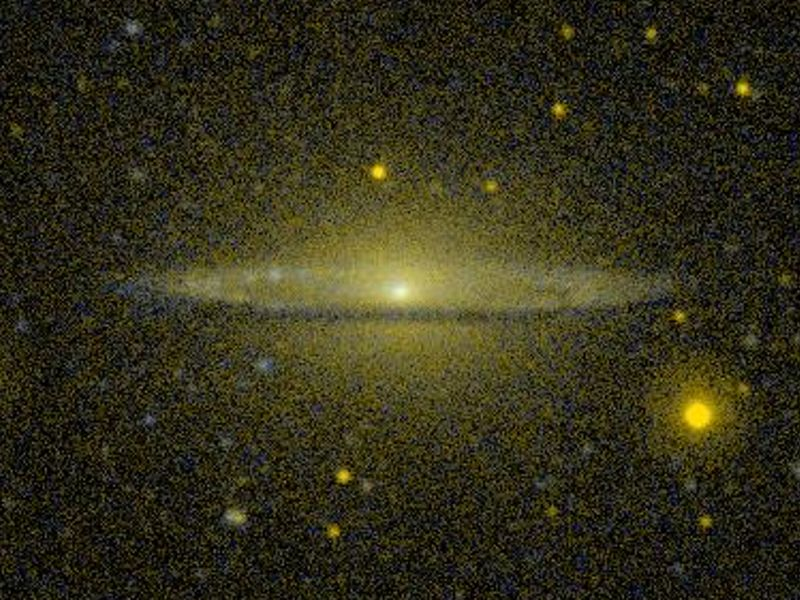
M104 vue en ultraviolet par le télescope spatial GALEX.